# Antoni Fichtel
Antoni Fichtel (ur. 14 listopada 1889 w Posadzie Olchowskiej, zm. 11 kwietnia 1965 w Sanoku) – polski pracownik przemysłu motoryzacyjnego związany z Sanokiem.

## Życiorys

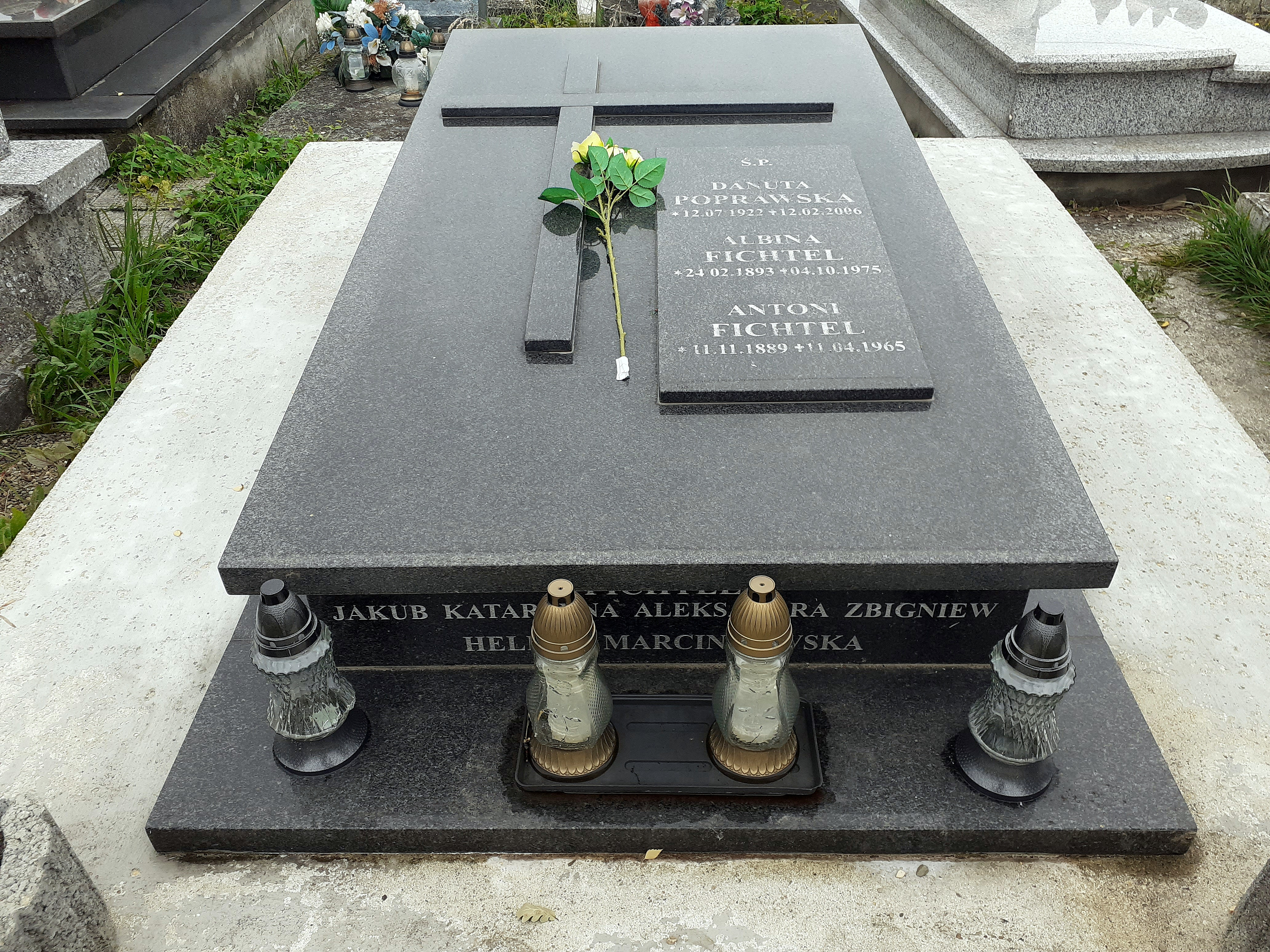
Grobowiec rodzinny Antoniego Fichtela

Urodził się 14 listopada 1889 w Posadzie Olchowskiej pod Sanokiem. Był synem Katarzyny z domu Gerle (zm. 1912) i Jakuba Fichtela (kowal, zm. 1916). Miał siostrę Katarzynę (ur. 1885, po mężu Daszko), brata Jana. Jego rodzina pod koniec XIX wieku zamieszkiwała w domu pod numerem konskrypcyjnym 181.
Został pracownikiem fabryki Pierwsze Galicyjskie Towarzystwo Akcyjne Budowy Wagonów i Maszyn, przedtem Kazimierz Lipiński w Sanoku. Został współzałożycielem przyzakładowego Robotniczego Stowarzyszenia Spółdzielczego „Przyszłość”. 6 października 1925 został zastępcą przewodniczącego Stowarzyszenia „Dom Robotniczy”, organizującego budowę Domu Robotniczego w Sanoku. W okresie II Rzeczypospolitej został wybrany radnym Rady Miejskiej w Sanoku w 1928. U kresu II wojny światowej od września 1944 działał przy odbudowie infrastruktury macierzystej fabryki w Sanoku. W 1945 został w fabryce szefem produkcji w randze nadmistrza i sprawował to stanowisko do 1958. W 1946 był przewodniczącym rady zakładowej. W okresie PRL pozostawał pracownikiem Sanowagu (późniejsza Sanocka Fabryka Autobusów „Autosan”). Był wyróżniany za wydajność pracy.
Antoni Fichtel do końca życia zamieszkiwał przy ul. Stanisława Konarskiego 33. Zmarł na zapalenie płuc 11 kwietnia 1965 w Sanoku. Jego żoną od 14 lutego 1920 była Albina z domu Staniszewska (1894-1975). Mieli syna Zbigniewa (zm. w 1921 mając 3 miesiące), córkę Aleksandrę (zm. w 1926 mając 11 miesięcy). Antoni i Albina Fichtelowie zostali pochowani w grobowcu rodzinnym na Cmentarzu Posada w Sanoku.

## Odznaczenia
- Złoty Krzyż Zasługi (uchwałą Prezydium Krajowej Rady Narodowej z 26 listopada 1946 za zasługi przy odbudowie i uruchomieniu Zjednoczonych Fabryk Maszyn „Kotłów i Wagonów” L. Zieleniewski i Fitzner – Gamper w Sanoku)[22][23].
- Medal 10-lecia Polski Ludowej (uchwałą Rady Państwa z 21 lutego 1955 na wniosek Ministra Przemysłu Maszynowego)[24].
- Dyplom wdzięczności (sierpień 1946, przyznany przez Zarząd Związku Zawodowego Robotników i Pracowników Przemysłu Metalowego)[25]